# H1Z1
H1Z1 es un videojuego battle royale multijugador (MMO) desarrollado por la empresa Daybreak Game Company (anteriormente Sony Online Entertainment). El juego se encuentra disponible para Microsoft Windows, la plataforma Steam y en PlayStation Network. 
El 28 de febrero de 2018, el juego fue lanzado oficialmente, dejando atrás su etapa de acceso anticipado en Steam tras tres años. El 8 de marzo de 2018, a poco más de una semana de su lanzamiento oficial, se anunció que H1Z1 se convertiría en un juego free to play.

## Modo de juego
El modo de juego en tercera persona hace hincapié en la cooperación de varios jugadores, el comercio y la formación de equipos. En una entrevista con Adam Clegg, de Sony Online Entertainment, se dejó claro que a diferencia de otros juegos de zombis multijugador masivos en línea, el enfoque principal será la supervivencia del jugador contra la capacidad de crear objetos(Crafting).

## Mapa
Se ha confirmado que no habrá "zonas seguras" en el mapa y será una lucha por la supervivencia desde el momento en que el jugador entre en acción. Los desarrolladores señalaron que durante la producción del juego investigaron la propia isla de Poveglia, en la laguna veneciana, la cual fue utilizada como una colonia para personas infectadas de peste en el Siglo XVIII. Ellos declararon que la isla ha inspirado el mapa. Sony Online Entertainment planea tener un gran mapa de la zona, y que se irán adicionando grandes extensiones de superficie a medida que pasa el tiempo. Las nuevas áreas se pueden agregar muy rápidamente, y como el mapa aumenta de tamaño también lo hará la cantidad de jugadores que este puede contener. Si bien no han declarado un tamaño final que se espera tenga luego del lanzamiento, se ha dicho que no habrá carga de pantallas a medida que el jugador viaje a diferentes áreas.

## Lanzamiento
El juego fue lanzado en la plataforma Steam como un título de acceso temprano el 15 de enero de 2015. Durante el lanzamiento, el juego sufrió problemas técnicos graves. Algunos jugadores informaron que no podían acceder a su cuenta o a cualquier servidor activo. Problemas de framerate; falta de chat de voz y problemas de IA fueron también algunos de los problemas reportados. Un nuevo error (lo que provocó que todos los servidores estuvieran fuera de línea) se introdujo también en el juego después de que el desarrollador lanzara un parche para solucionar otros problemas. A pesar de una puesta en marcha inestable, John Smedley, presidente de Sony Online Entertainment, anunció el 24 de marzo de 2015 que el juego había vendido más de 1 millón de copias hasta la fecha.
El 22 de mayo de 2018 el videojuego fue lanzado para la PlayStation 4, siendo jugado por 1.5 millones de jugadores en pocos días.